# Quatre Jours de Dunkerque 1988
La 34e édition des Quatre Jours de Dunkerque a eu lieu du 2 mai 1988 au 7 mai 1988. La course compte sept étapes, dont deux demi-étapes constituées d'un contre-la-montre et d'une étape raccourcie, et porte sur un parcours de 954,6 kilomètres. La première étape, formant une boucle de 90 kilomètres autour de Dunkerque, est remportée par le Belge Eddy Planckaert, qui prend la tête du classement général : la deuxième étape, reliant en 178 kilomètres Dunkerque à Berck, l'est par le Néerlandais Peter Pieters qui prend à son tour la tête du classement général ; la troisième étape, reliant en 183 kilomètres Saint-Valery-sur-Somme à Saint-Quentin, l'est par le Français Pascal Poisson, qui reste en tête du classement général jusqu'à la fin de la course ; la quatrième étape, reliant en 168 kilomètres Saint-Quentin à Denain, l'est par Eric Vanderaerden, qui remporte également le lendemain la 5e étape, qui relie en 213 kilomètres Denain à Armentières ; la 6e étape secteur a est un contre-la-montre individuel de 17,6 kilomètres disputé entre Leffrinckoucke et Bray-Dunes, remporté par le Français Charly Mottet ; enfin, la 6e étape secteur b, 105 kilomètres autour de Dunkerque, l'est par le Belge Jozef Lieckens, Pascal Poisson remporte le classement général.

## Étapes
| \| Dunkerque Berck Saint-Valery-sur-Somme Saint-Quentin Denain Armentières Leffrinckoucke Bray-Dunes \| Carte des villes accueillant les départs et les arrivées. |
| Dunkerque Berck Saint-Valery-sur-Somme Saint-Quentin Denain Armentières Leffrinckoucke Bray-Dunes                                                                 |

L'édition 1988 des Quatre Jours de Dunkerque est divisée en sept étapes réparties sur six jours, le dernier comprend deux demi-étapes, dont un contre-la-montre individuel. Le départ et l'arrivée de la 3e étape, ainsi que le départ de la 4e étape, ont lieu en Picardie.
| Étape,    | Date  | Villes étapes                          |                             | Distance (km) | Vainqueur d’étape | Leader du classement général |
| --------- | ----- | -------------------------------------- | --------------------------- | ------------- | ----------------- | ---------------------------- |
| 1re étape | 2 mai | Dunkerque - Dunkerque                  |                             | 90            | Eddy Planckaert   | Eddy Planckaert              |
| 2e étape  | 3 mai | Dunkerque - Berck                      |                             | 178           | Peter Pieters     | Peter Pieters                |
| 3e étape  | 4 mai | Saint-Valery-sur-Somme - Saint-Quentin |                             | 183           | Pascal Poisson    | Pascal Poisson               |
| 4e étape  | 5 mai | Saint-Quentin - Denain                 |                             | 168           | Eric Vanderaerden | Pascal Poisson               |
| 5e étape  | 6 mai | Denain - Armentières                   |                             | 213           | Eric Vanderaerden | Pascal Poisson               |
| 6ea étape | 7 mai | Leffrinckoucke - Bray-Dunes            | Contre-la-montre individuel | 17,6          | Charly Mottet     | Pascal Poisson               |
| 6eb étape | 7 mai | Dunkerque - Dunkerque                  |                             | 105           | Jozef Lieckens    | Pascal Poisson               |

## Classement général
La course est remportée par le Français Pascal Poisson (Toshiba-Look-Nièvre) en 24 h 24 min 24 s.
| \| Classement général \| Classement général \| Classement général \| Classement général \| Classement général \| \| Coureur \| Coureur \| Pays \| Équipe \| Temps \| \| ------------------ \| ----------------------- \| ------------------ \| ----------------------------- \| ------------------ \| \| 1er \| Pascal Poisson \| France \| Toshiba-Look \| 24 h 24 min 24 s \| \| 2e \| Charly Mottet \| France \| Système U \| + 1 min 15 s \| \| 3e \| Eric Vanderaerden \| Belgique \| Panasonic-Isostar-Colnago-Agu \| + 1 min 28 s \| \| 4e \| Marc Sergeant \| Belgique \| Hitachi-Bosal \| + 2 min 19 s \| \| 5e \| Allan Peiper \| Australie \| Panasonic-Isostar-Colnago-Agu \| + 2 min 34 s \| \| 6e \| Herman Frison \| Belgique \| Roland \| + 2 min 40 s \| \| 7e \| Francis Moreau \| France \| \| + 2 min 48 s \| \| 8e \| Thierry Marie \| France \| Système U \| + 3 min 07 s \| \| 9e \| Gilbert Duclos-Lassalle \| France \| Z-Peugeot \| + 3 min 11 s \| \| 10e \| Robert Forest \| France \| Fagor-MBK \| + 3 min 18 s \| |                         |           |                               |                  |
| |                         |           |                               |                  |
| Source : Cycling Archives |                         |           |                               |                  |
| Classement général |                         |           |                               |                  |
| Coureur | Coureur                 | Pays      | Équipe                        | Temps            |
| 1er | Pascal Poisson          | France    | Toshiba-Look                  | 24 h 24 min 24 s |
| 2e | Charly Mottet           | France    | Système U                     | + 1 min 15 s     |
| 3e | Eric Vanderaerden       | Belgique  | Panasonic-Isostar-Colnago-Agu | + 1 min 28 s     |
| 4e | Marc Sergeant           | Belgique  | Hitachi-Bosal                 | + 2 min 19 s     |
| 5e | Allan Peiper            | Australie | Panasonic-Isostar-Colnago-Agu | + 2 min 34 s     |
| 6e | Herman Frison           | Belgique  | Roland                        | + 2 min 40 s     |
| 7e | Francis Moreau          | France    |                               | + 2 min 48 s     |
| 8e | Thierry Marie           | France    | Système U                     | + 3 min 07 s     |
| 9e | Gilbert Duclos-Lassalle | France    | Z-Peugeot                     | + 3 min 11 s     |
| 10e | Robert Forest           | France    | Fagor-MBK                     | + 3 min 18 s     |